# Macromia negrito
Macromia negrito är en trollsländeart som beskrevs av James George Needham och Gyger 1937. Macromia negrito ingår i släktet Macromia och familjen skimmertrollsländor. Inga underarter finns listade i Catalogue of Life.